# سیارک ۲۰۱۷۷۷
سیارک ۲۰۱۷۷۷ (به انگلیسی: 201777 Deronda، نامگذاری:2003WE98) دویست و یک هزار و هفتصد و هفتاد و هفتمین سیارک کشف شده‌است که در ۲۴ نوامبر ۲۰۰۳ کشف شد.